# Sasa subvillosa
Sasa subvillosa är en gräsart som beskrevs av Sadao Suzuki. Sasa subvillosa ingår i släktet sasabambu, och familjen gräs. Inga underarter finns listade i Catalogue of Life.